# Karl Panse

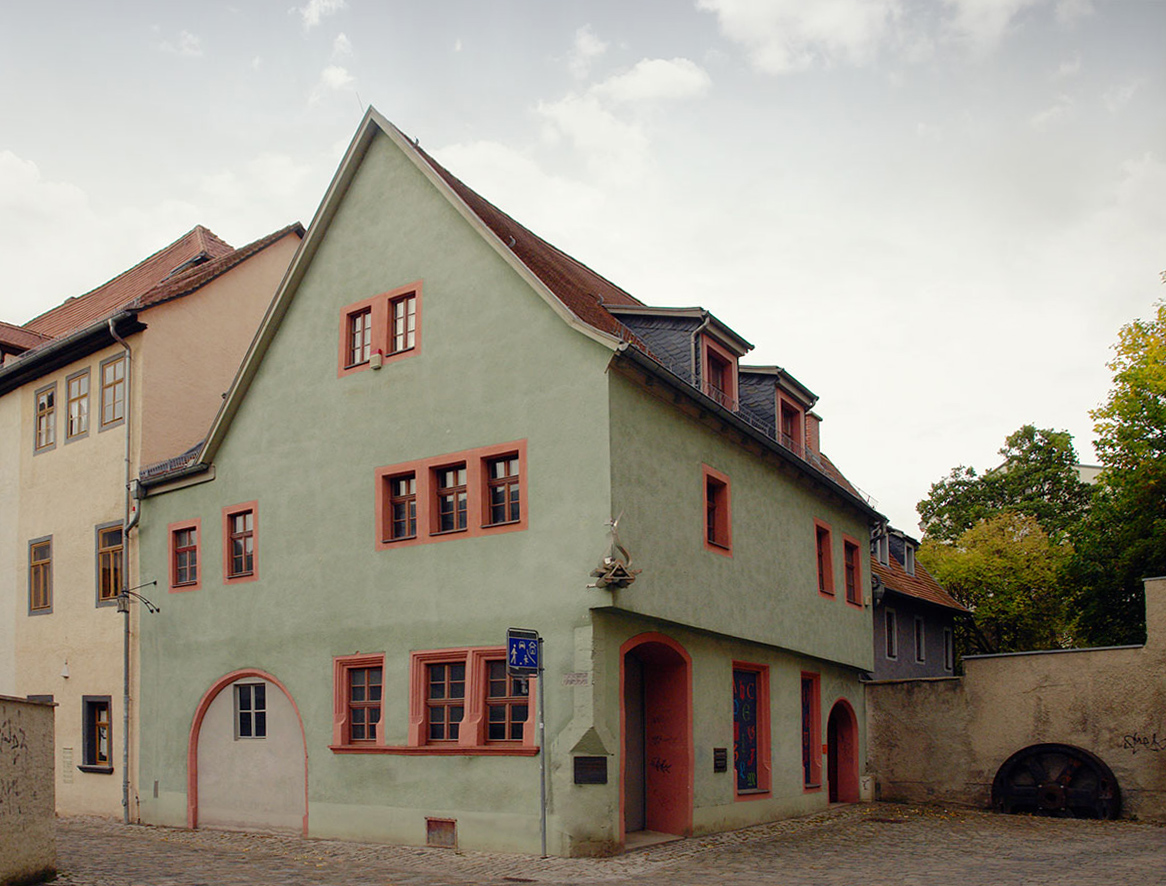
Firmensitz Karl Panses

Karl Panse (* 2. Februar 1798 in Naumburg (Saale); † 20. Mai 1871 in Weimar) war ein deutscher liberaler Verleger, Zeitungsgründer und Autor mit Sitz in Weimar.

## Leben
Nach Hermann Böhlau betrieb er die zweitgrößte Druckerei in Weimar in der Scherfgasse 5, dem Standort der heutigen Pavillon-Presse Weimar. Panse lebte seit 1823 als freischaffender Autor in Oberweimar, um „den Künsten und Wissenschaften sich allein zu widmen“. Zuvor war er fürstlich Schwarzburgisch-Sonderhäusischer Legationsrat. Panse studierte in Halle Theologie, später Philologie und Philosophie. In Weißenfels war er Hauslehrer bzw. diente im preußischen Heer. Panse bekam im Zusammenhang mit der Julirevolution von 1830 und dem polnischen Aufstand 1831 die Verschärfung der Zensurbestimmungen zu spüren. Er übernahm die Redaktion der ab dem 1. April 1832 erscheinenden Weimarischen Zeitung und nach der Revolution 1848 ab dem 3. März 1849 die der linksliberalen Tageszeitung Die Revolution, die ihren Namen bald in Deutschland änderte. Panse galt als einer der maßgeblichen Anreger des 19. Jahrhunderts. Er gilt als Vorkämpfer liberalen Geistes, aber auch der Deutschen Reichseinigung. Seine eigenen Bücher kennt heute kaum jemand. Im Jahre 1849 gründete Panse seinen Verlag unter Panses Verlag GmbH. Der Historiker Heinrich Wuttke erwähnt Panse als Redakteur des Eremit in Altenburg.

## Werke (Auswahl)
- Karl Panse: Geschichte der Auswanderungen der evangelischen Salzburger im Jahre 1732: Beitrag zur Kirchengeschichte, Voß, Leipzig 1827.
- Ders.: Sylvesterabend, Ein Trauerspiel in zwei Akten, Naumburg 1823.
- Ders.: Launen meiner Muse, Leipzig 1826.
- Ders.: Geschichte des Preußischen Staates seit der Entstehung bis auf die gegenwärtige Zeit, August Rücker, Berlin 1830.